# Coelum Astronomia
Coelum Astronomia è la rivista italiana di divulgazione scientifica di carattere astronomico che porta il nome del bimestrale diretto dal prof. Guido Horn D'Arturo dell'Osservatorio Astronomico di Bologna.
Fondata nel 1997 da Roberta Zabotti e Giovanni Anselmi, è stata diretta da quest'ultimo fino al 2015 e, successivamente, con una redazione completamente rinnovata, da Gabriele Marini fino alla prima metà del 2021. A quel punto passa sotto una nuova proprietà e alla guida subentra l'astronoma Molisella Lattanzi. 
La rivista ha cadenza mensile fino a marzo 2021, con il nuovo editore diviene un bimestrale. Edita in formato cartaceo e digitale fino al 2015, dal mese di luglio 2014 la rivista abbandona l'edicola e riserva l'edizione cartacea solo agli abbonati, mentre il singolo numero, insieme a specifiche forme di abbonamento on line, sono disponibili solo in formato digitale. Scelta di linea editoriale posta in essere dopo una consultazione aperta a tutti i lettori e appassionati. 
A partire dal gennaio 2016 la rivista viene pubblicata esclusivamente in digitale (disponibile per PC, tablet e smartphone, in formato digitale interattivo e PDF) e ad accesso totalmente gratuito per tutti i lettori. Così resta fino al mese di gennaio 2022 quando, dopo sei anni di assenza, la rivista torna cartacea. Nel 2025 la rivista assume un formato più compatto e viene distribuita anche nelle librerie.
Coelum Astronomia ospita articoli di ricercatori e divulgatori di tutto il mondo che illustrano in modo chiaro e con grande rigore le più recenti scoperte nel campo dell'astronomia. La rivista dà grande spazio agli astronomi dilettanti che, grazie alle possibilità consentite dalla tecnologia digitale, armati di strumenti sofisticati e di una solida rete di contatti con i professionisti, contribuiscono in modo rilevante alla crescita e alla diffusione di questa disciplina. Una disciplina sempre mutevole, ricca di nuove scoperte che contribuiscono, ogni giorno, a cambiare con incredibile rapidità l’immagine dell’universo nel quale viviamo.
Raccoglie e seleziona le notizie dell'ultima ora, diramate dalla comunità scientifica e provenienti dalla flotta di sonde spaziali che navigano in tutto il Sistema Solare, così come dai satelliti in orbita attorno alla Terra e dai grandi telescopi dell'ultima generazione che raccolgono coi loro giganteschi specchi la luce proveniente dai più remoti oggetti dell'Universo. Forte è il collegamento con il mondo universitario e della ricerca astronomica grazie a uno stretto rapporto con gli astronomi e i più importanti osservatori d'Italia.
Tra le tematiche affrontate vi sono:
- Notizie dalla comunità astronomica italiana ed internazionale.
- Articoli di divulgazione e approfondimento di planetologia, astrofisica, cosmologia.
- Effemeridi e fenomeni mensili.
- Guide all'osservazione del cielo.
- Test di strumenti amatoriali (telescopi e strumentazione correlata).
- Inchieste ed Interviste.
- Recensioni.

Molto spazio viene dedicato alle guide all'osservazione del cielo e ai consigli per dedicarsi con competenza all'astronomia amatoriale.
Nata e fondata sotto le Edizioni Scientifiche Coelum nel 1997, nel corso del 2010 viene acquisita da Massimi Sistemi Srl, che subentra in qualità di nuovo editore. In seguito, di fronte alla necessità di un nuovo rilancio della testata, nel 2021 la proprietà passa a Visione Futuro Srl, con sede a Civitanova Marche. Con la nuova acquisizione arriva anche un nuovo sito internet.
La rivista ha ricevuto alcuni riconoscimenti nazionali nel campo della divulgazione scientifica, tra cui il Premio Nazionale di Divulgazione Scientifica nel 2013, bandito nel 2013 con il patrocinio del CNR.